# Umetnostno drsanje na Zimskih olimpijskih igrah 2002

### Moški
| Medalja | Tekmovalec              |
| Zlato   | Aleksej Jagudin (RUS)   |
| Srebro  | Jevgenij Plušenko (RUS) |
| Bron    | Timothy Goebel (ZDA)    |

### Ženske
| Medalja | Tekmovalka            |
| Zlato   | Sarah Hughes (ZDA)    |
| Srebro  | Irena Slutskaja (RUS) |
| Bron    | Michelle Kwan (ZDA)   |

### Športni pari
| Medalja | Par                                      |
| Zlato   | Jelena Berežnaja, Anton Siharulidž (RUS) |
| Zlato   | Jamie Salé, David Pelletier (KAN)        |
| Bron    | Shen Xue, Zhao Hongbo (KIT)              |

## Plesni pari
| Medalja | Par                                          |
| Zlato   | Marina Anissina, Gwendal Peizerat (FRA)      |
| Srebro  | Irena Lobačeva, Elija Averbuh (RUS)          |
| Bron    | Barbara Fusar Poli, Maurizio Margaglio (ITA) |